# Nußberg
Nußberg är en kulle i Österrike.   Den ligger i  förbundslandet Wien, i den östra delen av landet, i huvudstaden Wien. Toppen på Nußberg är 313 meter över havet.
Terrängen runt Nußberg är platt österut, men västerut är den kuperad. Runt Nußberg är det mycket tätbefolkat, med 3 623 invånare per kvadratkilometer.. Närmaste större samhälle är Wien, 6,6 km söder om Nußberg. 
Runt Nußberg är det i huvudsak tätbebyggt.